# Estação Centro Metropolitano
A Estação Centro Metropolitano é uma das estações do Metrô do Distrito Federal, situada em Taguatinga, entre a Estação Praça do Relógio e a Estação Ceilândia Sul. Administrada pela Companhia do Metropolitano do Distrito Federal, faz parte da Linha Verde.
Foi inaugurada em 24 de julho de 2006. Localiza-se na Avenida Elmo Serejo. Atende a região administrativa de Taguatinga.

## Localização
Em suas imediações se localiza a Rodoviária de Taguatinga e o Centro Administrativo do Distrito Federal, onde diariamente embarcam e desembarcam passageiros de linhas de ônibus interestaduais. Também é responsável por receber os torcedores que vão ao Estádio Serejão (Boca do Jacaré), sede do Brasiliense.